# Un parfait inconnu (film)
Ne doit pas être confondu avec Un parfait inconnu.
Pour plus de détails, voir Fiche technique et Distribution.
Un parfait inconnu (A Complete Unknown) est un film américain co-écrit et réalisé par James Mangold, sorti en 2024.
Il s'agit d'un film biographique sur Bob Dylan, adapté de l'ouvrage Dylan Goes Electric (en) d'Elijah Wald (en).
En 2025, le film reçoit 8 nominations aux Oscars ; dont meilleur film, meilleur réalisateur et meilleur acteur.

## Synopsis
En 1961, âgé de 19 ans, Robert Zimmerman — qui a pris un peu plus tôt le pseudonyme de Bob Dylan — se rend à New York, au chevet du chanteur et guitariste folk Woody Guthrie, très malade. Le jeune homme est ensuite adopté par la scène folk new-yorkaise, principalement basée à Greenwich Village, avec notamment Pete Seeger et Joan Baez. Dylan se produit lors de concerts dans les clubs du centre-ville et devient vite une sensation, sous contrat chez Columbia Records. Véritable phénomène culturel, il va, en utilisant des instruments amplifiés de manière électrique — dans la seconde partie des années 1960 —, dérouter certains de ses fans  et décevoir en suscitant la controverse dans la communauté musicale folk qui l’a accueilli.

## Fiche technique
Sauf indication contraire, les informations mentionnées dans cette section peuvent être confirmées par la base de données cinématographiques IMDb,  présente dans la section « Liens externes ».
- Titre original : A Complete Unknown[3]

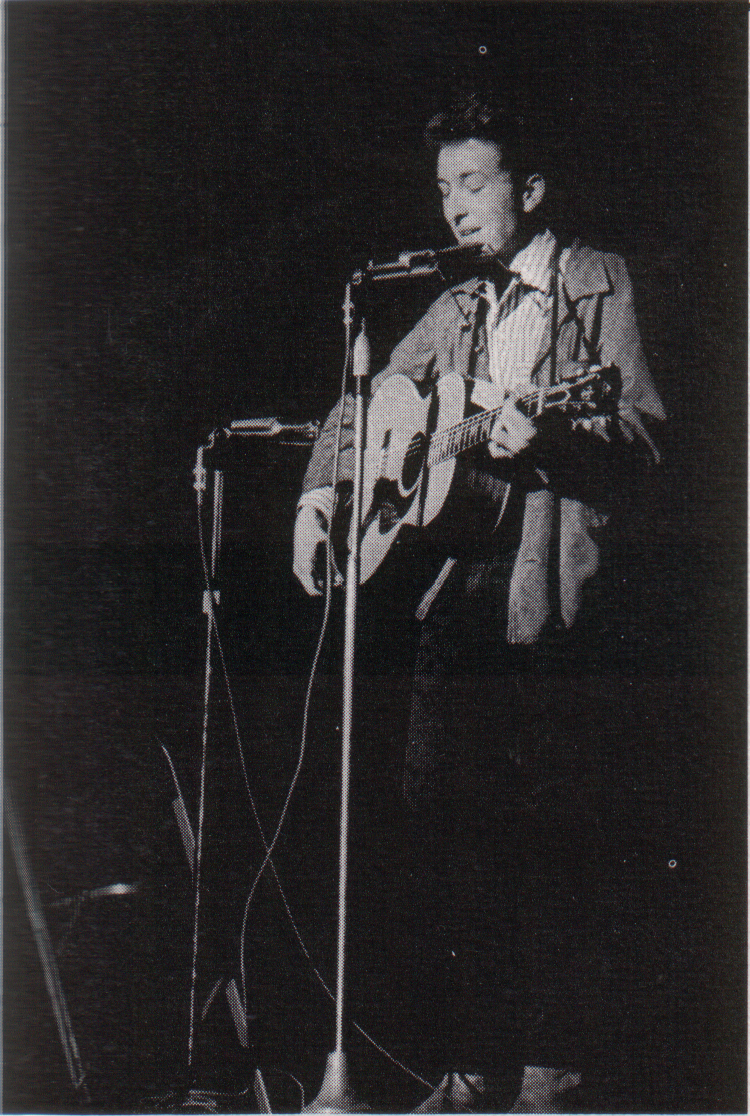
Bob Dylan en concert à l'Université de St. Lawrence à New York, 1963.

- Titre français : Un parfait inconnu[4]
- Titre de travail : Going Electric
- Réalisation : James Mangold
- Scénario : Jay Cocks et James Mangold, d'après l'ouvrage Dylan Goes Electric d'Elijah Wald
- Décors : François Audouy
- Costumes : Arianne Phillips
- Photographie : Phedon Papamichael
- Montage : Andrew Buckland et Scott Morris
- Producteurs : Michael Bederman, Fred Berger, Bob Bookman, Timothée Chalamet, Alan Gasmer, Alex Heineman, Peter Jaysen, Brian Kavanaugh-Jones, James Mangold, Andrew Rona et Jeff Rosen
- Sociétés de production : Range Media Partners, Veritas Entertainment Group et The Picture Company
- Sociétés de distribution : Searchlight Pictures (États-Unis), The Walt Disney Company France (France)
- Pays de production :  États-Unis
- Langue originale : anglais
- Format : couleur - 2.35:1
- Genre : drame biographique, film musical
- Durée : 140 minutes
- Dates de sortie[3],[5] :
  - États-Unis : 10 décembre 2024 (avant-première au Dolby Theater) ; 25 décembre 2024 (sortie nationale)
  - France : 15 janvier 2025 (avant-première au Grand Rex) ; 29 janvier 2025 (sortie nationale)

## Distribution
- Timothée Chalamet (VF : Gauthier Battoue) : Bob Dylan
- Edward Norton (VF : Damien Boisseau) : Pete Seeger
- Elle Fanning (VF : Rebecca Benhamour) : Sylvie Russo
- Monica Barbaro (VF : Laëtitia Coryn) : Joan Baez
- Boyd Holbrook (VF : Stéphane Pouplard) : Johnny Cash
- Dan Fogler (VF : Jérémie Bédrune) : Albert Grossman (en)
- Norbert Leo Butz (VF : Frédéric Souterelle) : Alan Lomax
- Eriko Hatsune : Toshi Seeger (en)
- Big Bill Morganfield (en) : Jesse Moffette
- Will Harrison (en) (VF : Aurélien Raynal) : Bob Neuwirth (en)
- Scoot McNairy (VF : Igor Chometowski) : Woody Guthrie
- P. J. Byrne (VF : Philippe Bozo) : Harold Leventhal (en)
- Michael Chernus : Theodore Bikel
- Charlie Tahan (VF : Kévin Goffette) : Al Kooper
- Ryan Harris Brown : Mark Spoelstra (en)
- Laura Kariuki (VF : Périne Lislet) : Mavis Staples

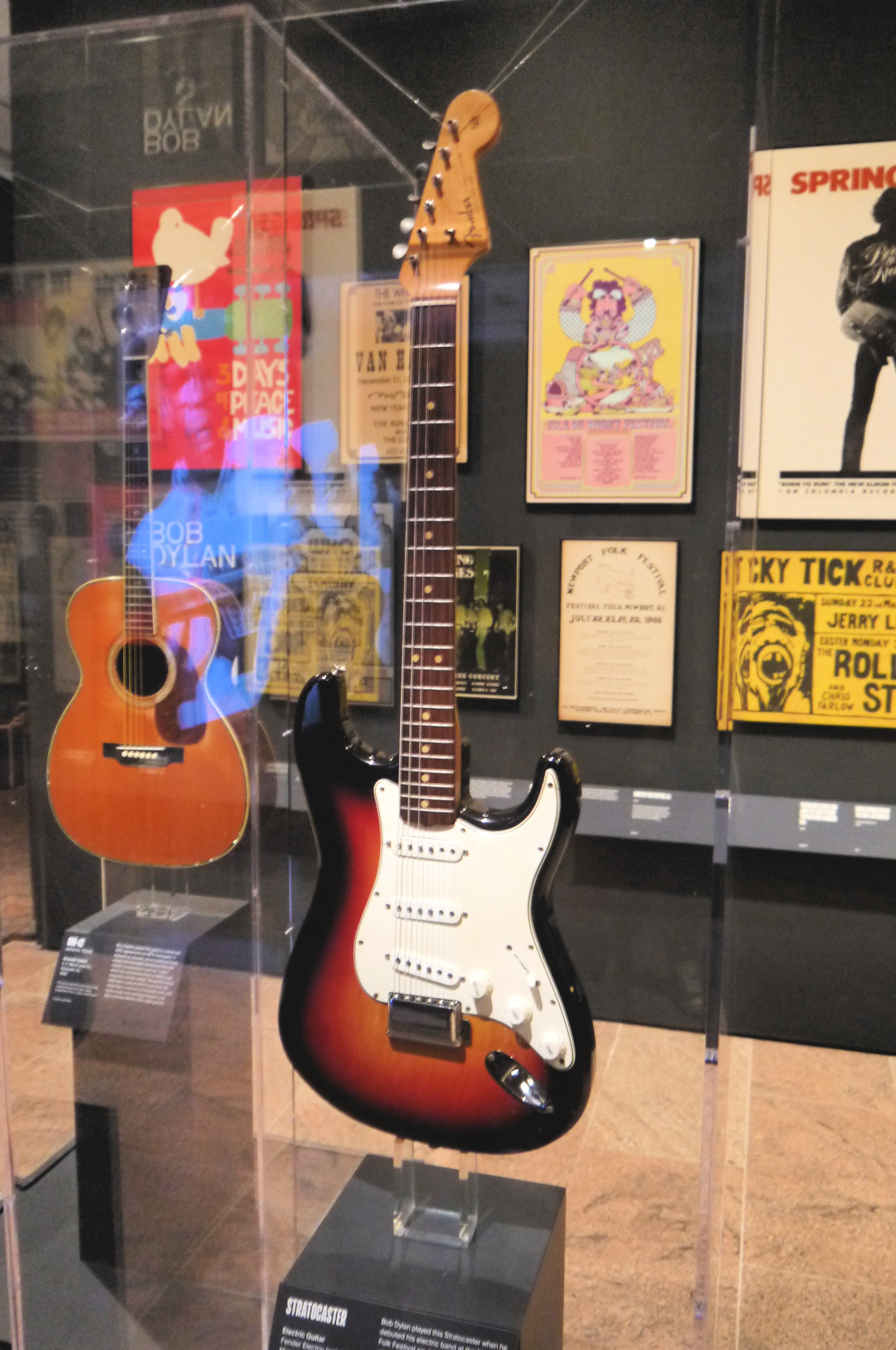
La Fender Stratocaster de Bob Dylan (1964) en sunburst 3 tons, jouée lorsque Dylan passe à l'électrique au Festival de folk de Newport le 25 juillet 1965, Metropolitan Museum of Art.

- Stephen Carter Carlsen : Paul Stookey
- David Alan Basche (VF : Laurent Morteau) : John Hammond
- Kayli Carter : Maria Muldaur
- Sarah King : Barbara Dane
- Michael Chernus : Theodore Bikel
- Joe Tippett (en) (VF : Laurent Morteau) : Dave Van Ronk

Source : version française (VF) selon le carton de doublage français du générique.

## Production

### Genèse et développement
En janvier 2020, il est révélé que James Mangold va écrire et réaliser un film biographique sur Bob Dylan principalement centré sur la polémique autour de son passage aux guitares électriques dès 1965. Timothée Chalamet est ensuite annoncé dans le rôle de l'artiste. Le projet s'intitule alors Going Electric. En octobre 2020, le directeur de la photographie Phedon Papamichael évoque que la pandémie de Covid-19 remet fortement en cause le projet. Timothée Chalamet explique cependant qu'il a utilisé ce temps pour faire des recherches sur Dylan, visiter d'anciennes maisons de Dylan à New York et s'entretenir avec Joel Coen,. Le réalisateur James Mangold s'est quant à lui entretenu avec Bob Dylan et a déclaré que ce dernier avait annoté le scénario tout en fournissant également des notes à Timothée Chalamet.
En novembre 2022, Timothée Chalamet confirme qu'il est toujours lié au film et qu'il se prépare activement pour son rôle. L'acteur précise que le film est de nouveau en phase de développement. En février 2023, le film est officiellement titré A Complete Unknown. Il est révélé que James Mangold s'y attèlera une fois son travail sur Indiana Jones et le Cadran de la destinée terminé.
En octobre 2023, l'acteur révèle qu'il s'est préparé avec la même équipe de coachs vocaux et de mouvements que celle utilisée par Austin Butler pour Elvis (2022).

### Attribution des rôles
En avril 2023, il est révélé que Monica Barbaro est en négociations pour incarner Joan Baez. Le mois suivant, Elle Fanning est choisie pour le rôle de Sylvie Russo. James Mangold annonce ensuite que Benedict Cumberbatch interprètera Pete Seeger. Monica Barbaro confirme ensuite officiellement sa participation dans le rôle de Joan Baez et qu'elle a suivi des cours de chant et guitare.
En juillet 2023, James Mangold déclare que le film n'était pas nécessairement un biopic axé sur Dylan, mais plutôt un film avec une distribution d'ensemble dans la veine de ceux de Robert Altman. Boyd Holbrook et Nick Offerman rejoignent la distribution. En octobre 2023, P. J. Byrne est également annoncé.
En janvier 2024, Edward Norton remplace finalement Benedict Cumberbatch dans le rôle de Pete Seeger.

### Tournage
Le tournage devait initialement débuter en août 2023 et se dérouler à New York et Montréal. Il est cependant repoussé en raison de la grève SAG-AFTRA 2023. Les prises de vues débutent donc le 16 mars 2024. Elles se déroulent à New York, Montréal, ainsi que dans le New Jersey (Hoboken, Jersey City, Newark, Belleville, Cape May).

## Accueil

### Commercial
L'un des films les plus attendus du début de l'année 2025, Un parfait inconnu enregistre un démarrage plutôt encourageant en France avec 31 535 entrées pour sa première journée d'exploitation (52 787 en comptabilisant les avant-premières), occupant ainsi la première place des meilleurs démarrages la semaine de sa sortie (308 895 entrées enregistrées, soit une moyenne de 25 spectateurs par séance dans 405 cinémas).
Lorsqu'il sort en France, il a déjà récolté 75 millions de dollars au box-office mondial (principalement du fait de sa sortie un mois plus tôt — le 25 décembre 2024 — aux États-Unis et au Canada) pour un budget estimé entre 50 et 70 millions de dollars. Au bout de la première semaine d'exploitation en France, le film cumule 87 millions de dollars de recettes dans le monde. Un mois après sa sortie française (deux mois après sa sortie américaine), le film enregistre 110,5 millions de dollars de recettes dans le monde. En mai 2025, le film atteint 140,5 millions de dollars de recettes dans le monde.

### Critiques

#### Aux États-Unis
- Clayton Davis (Variety) : « Timothée Chalamet se glisse dans la peau de Bob Dylan avec une détermination qui semble sans effort. Il y a des moments hypnotiques. Pour moi, ce sont Monica Barbaro et Elle Fanning qui mènent cette histoire d'un homme mystérieux qui reste dans sa sphère. James Mangold dirige avec confiance, avec plein de beaux décors et costumes [...][28]. »

#### En France
Un parfait inconnu connaît un succès critique ; sur Allociné, le film obtient une note moyenne de 3,9⁄5 côté presse et 4,1⁄5 côté spectateurs,.
- Pour Judith Beauvallet (Écran Large), « Il était difficile que la mode des biopics musicaux évite encore longtemps la question Bob Dylan. Si le chanteur mythique et insaisissable avait déjà fait l’objet d’œuvres cinématographiques, il lui manquait encore le type d’hommage polissé et académique auquel ont eu droit Freddie Mercury, Elton John, Ray Charles, John Lennon, Amy Winehouse et tant d’autres[30]. »
- Pour Frédéric Foubert (Première), « Bob Dylan, son génie, son mystère, explorés dans un biopic qui évite les clichés du genre mais pas ses plaisirs : les chansons qui font frissonner et les performances d’acteurs qui laissent bouche bée[31]. »

## Distinctions

### Nominations
- Golden Globes 2025 : 
  - Meilleur film dramatique
  - Meilleur acteur dans un film dramatique pour Timothée Chalamet
  - Meilleur acteur dans un second rôle pour Edward Norton
- Oscars 2025 :
  - Meilleur film
  - Meilleur réalisateur pour James Mangold
  - Meilleur acteur pour Timothée Chalamet
  - Meilleure actrice dans un second rôle pour Monica Barbaro
  - Meilleur acteur dans un second rôle pour Edward Norton
  - Meilleur scénario adapté
  - Meilleurs costumes
  - Meilleur son